# Estação Araújo

A Estação Araújo é parte do Metro do Porto. Em Leça do Balio. Foi construída no local do antigo Apeadeiro de Araújo.